# Regina Heiß
Regina Heiß (* 1. Juni 1960 in Zams) ist eine ehemalige österreichische Politikerin (ÖVP) und Landwirtin. Heiß war von 1986 bis 1994 Abgeordnete zum österreichischen Nationalrat.
Heiß besuchte nach der Pflichtschule die Handelsschule in Landeck und legte im Anschluss die Meisterprüfung in der ländlichen Hauswirtschaft ab. Heiß war in der Folge von 1977 bis 1978 in der Finanzabteilung der Stadtgemeinde Landeck beschäftigt und arbeitete ab 1978 als kaufmännische Angestellte bei der Tiroler Wasserkraftwerke AG-Kaunertalkraftwerk.
Im politischen Bereich war Heiß zunächst bei der Tiroler Jungbauernschaft (Bauernbundsektion) als Schriftführerin und Kassiererin tätig und war zwischen 1978 und 1987 Ortsleiterin in Prutz. Von 1981 bis 1990 hatte sie die Funktion der Bezirksleiterin des Bezirks Landeck inne, zudem war sie von 1981 bis 1984 stellvertretende Landesleiterin Tirol und von 1984 bis 1990 Landesleiterin Tirol. Des Weiteren war Heiß von 1983 bis 1991 Referentin in der Landesleitung der Jungen ÖVP Tirol und ab 1985 Vorsitzende des Arbeitskreises Jungbauernschaft im Österreichischen Bauernbund. 1991 übernahm Heiß die Funktion der Landesparteiobmann-Stellvertreterin der ÖVP Tirol.
Heiß war zwischen dem 17. Dezember 1986 und dem 6. November 1994 Abgeordnete zum Nationalrat.